# 1982 dans les chemins de fer
Chronologie des chemins de fer
1981 dans les chemins de fer - 1982 - 1983 dans les chemins de fer

## Évènements

### Avril
- 29 avril, France : mise en service de l'électrification de la ligne Narbonne-Portbou.

### Mai
- 22 mai :
  - Suisse : mise en œuvre par les CFF (chemins de fer fédéraux suisses) de l'horaire cadencé généralisé à l'ensemble du pays.
  - Italie-Suisse : suppression du TEE Lemano entre Milan et Genève, qui devient un InterCity (avec 1re et 2de classes) le lendemain.
  - Italie-France : suppression du TEE Ligure entre Milan et Avignon, qui devient un InterCity (avec 1re et 2de classes) le lendemain[1].
  - Le Catalan Talgo fait de même et retrouve son itinéraire via Grenoble, au lieu de Lyon-Brotteaux[1].
- 30 mai :
  - France : Radiation des dernières voitures saucisson de la SNCF.

### Décembre
- 31 décembre, France : expiration de la Société nationale des chemins de fer français, société anonyme créée le 1er janvier 1938 pour 45 ans, durée d'amortissement des actions A représentant la part des anciennes compagnies privées.